# Comitatul Bullock, Alabama
Comitatul Bullock, conform originalului din limba engleză, Bullock County (cod FIPS 01 - 011), este unul din cele 67 de comitate ale statului Alabama, Statele Unite ale Americii.

## Geografie

### Comitate adiacente
- Macon County (north)
- Russell County (northeast)
- Barbour County (southeast)
- Pike County (southwest)
- Montgomery County (west)

### Autostrăzi majore
- U.S. Highway 29
- U.S. Highway 82
- State Route 51
- State Route 110